# Maanpää
Maanpää est un quartier du district Hirvensalo-Kakskerta à Turku en Finlande,.

## Description
Le quartier de Maanpää est situé sur péninsule Maanpää sur la rive 
ouest d'Hirvensalo. 
Le quartier comprend également les îles à l'ouest d'Hirvensalo.
Le port d'attache du Yacht Club des travailleurs de Turku se trouve sur l'île de Pitkäkari au large de Maanpää, et son port d'attache se trouve à proximité, sur la péninsule   Maanpää.

## Galerie

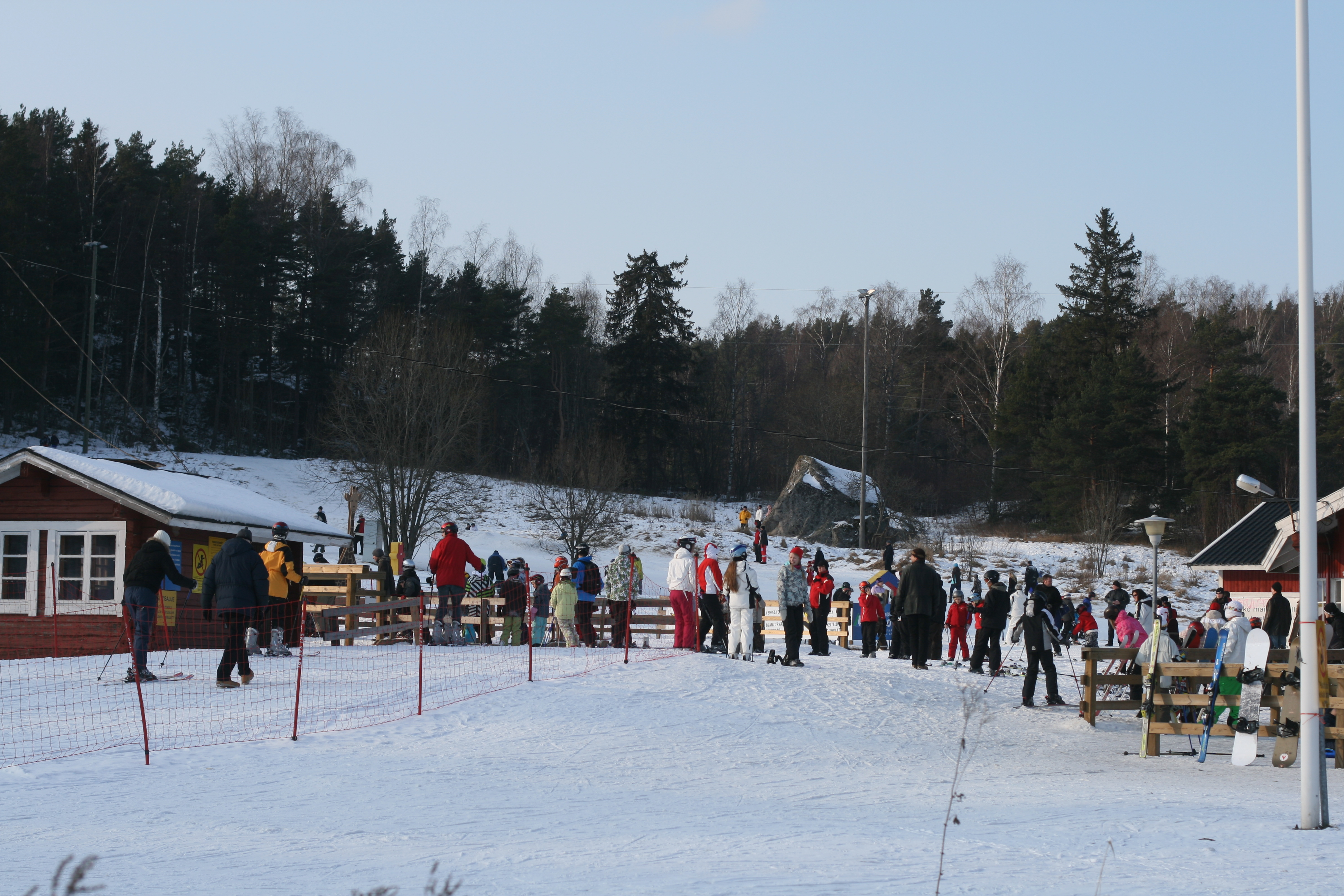
Station de ski d'Hirvensalo.